# بریسی (ویرجینیا)
بریسی (به انگلیسی: Bracey) یک منطقهٔ مسکونی در ایالات متحده آمریکا است که در شهرستان مکلنبرگ، ویرجینیا واقع شده‌است. بریسی ۱٬۹۸۱ نفر جمعیت دارد و ۱۰۳٫۹۴ متر بالاتر از سطح دریا واقع شده‌است.